# Tratatul de la Gent

Semnarea tratatului de la Gent.

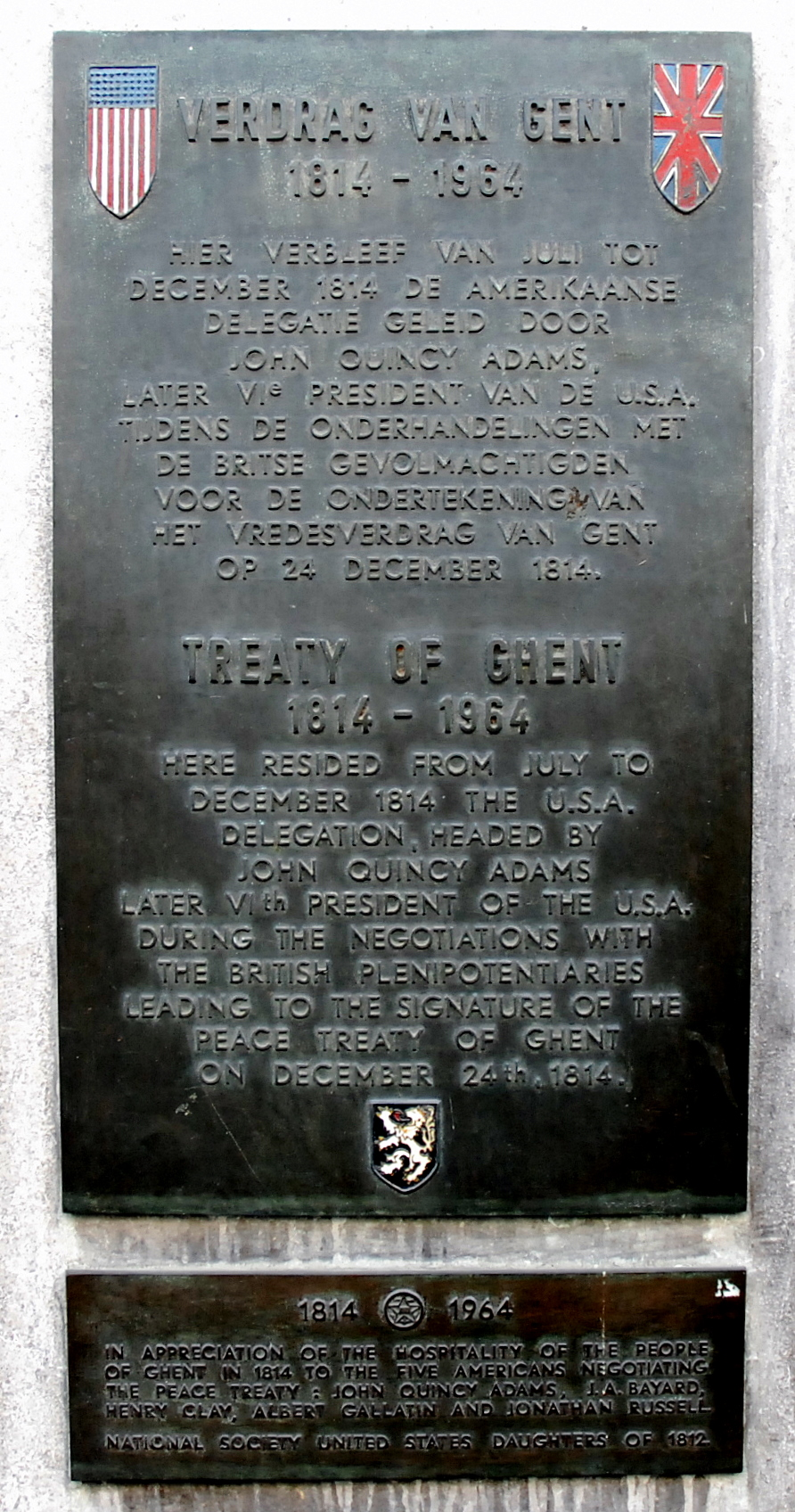
Placă de pe clădirea de pe Veldstraat din Gent, unde s-a negociat tratatul.

Tratatul de la Gent, semnat la 24 decembrie 1814, în Gent (în Belgia de astăzi, pe atunci aflat într-un teritoriu disputat între Primul Imperiu Francez și Regatul Unit al Țărilor de Jos), a fost tratatul de pace care a încheiat Războiul din 1812 între Statele Unite ale Americii și Regatul Unit al Marii Britanii și al Irlandei. Tratatul a restaurat în mare parte relațiile dintre cele două țări la status quo ante bellum. Din cauza mijloacelor lente de comunicație din epocă, vestea semnării a ajuns în Statele Unite abia după două săptămâni, iar bătălia de la New Orleans s-a dat după semnarea tratatului, dar înainte de ratificarea lui.

## Acordul
La 24 decembrie 1814, membrii echipelor de negociatori britanică și americană au semnat și parafat documentul care, odată ratificat de legislativele celor două țări, avea să pună capăt Războiului din 1812. Prin tratat, au fost eliberați toți prizonierii și s-au retrocedat toate teritoriile și vasele capturate. Statele Unite au primit înapoi circa 40.000 km² de teritoriu, în zona lacurilor Superior și Michigan, în Maine, și pe coasta Pacificului. Zonele ocupate de americani în Canada Superioară (actuala provincie canadiană Ontario) au revenit sub control britanic. Tratatul nu a dus la schimbări majore în raport cu situația dinainte de război, dar a dus la anumite promisiuni. Britanicii au promis că vor returna pe sclavii negri eliberați, care în timpul războiului fuseseră încurajați să fugă în teritoriile britanice. În practică, după câțiva ani, Regatul Unit a plătit Statelor Unite în schimbul libertății acestora suma de 350.000 de dolari. Propunerea britanică de înființare a unei zone-tampon indiene în Ohio și Michigan a eșuat după ce coaliția indienilor s-a dezintegrat.

## Urmări
Vestea semnării tratatului a ajuns în Statele Unite după victoria americană în bătălia de la New Orleans și după victoria britanică în a doua bătălie de la Fort Bowyer, dar înainte a asaltul britanic asupra orașului Mobile, Alabama. Au avut loc ciocniri între trupele americane pe de o parte și cele britanice aliate cu indienii de pe frontiera de pe fluviul, pe de altă parte, timp de mai multe luni după semnarea tratatului, inclusiv bătălia de la Sink Hole din mai 1815.
Senatul Statelor Unite ale Americii a aprobat tratatul în unanimitate la 16 februarie 1815, iar președintele James Madison a făcut schimb de documente de ratificare cu un diplomat britanic la Washington la 17 februarie; tratatul a fost proclamat la 18 februarie. După unsprezece zile, la 1 martie, Napoleon a evadat de pe Elba, declanșând un nou război în Europa, și a obligat Regatul Unit să se concentreze pe amenințarea reprezentată de el.
În 1922, monumentul Fântâna Timpului a fost inaugurat în orașul Chicago, în Parcul Washington, marcând 100 de ani de pace între Statele Unite și Regatul Unit.